# Ralf Fücks

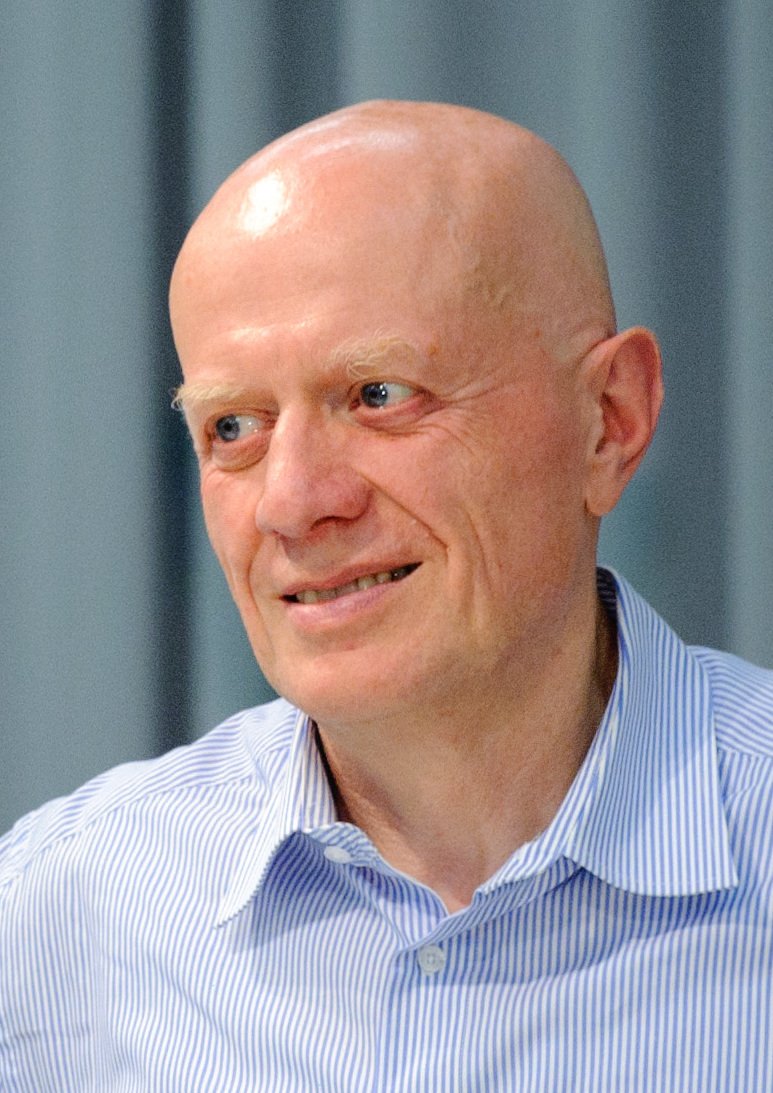
Ralf Fücks, 2010.

Ralf Fücks (nacido el 3 de agosto de 1951 en Edenkoben, Renania-Palatinado) es un político alemán. Es miembro del Partido Verde de Alemania desde 1982 y ha sido alcalde de Bremen.
Es miembro de la Fundación Verde Europea y de la Fundación Heinrich Böll. Desde 2006 está casado con la política verde Marieluise Beck, tienen dos hijas.